# 辛夷

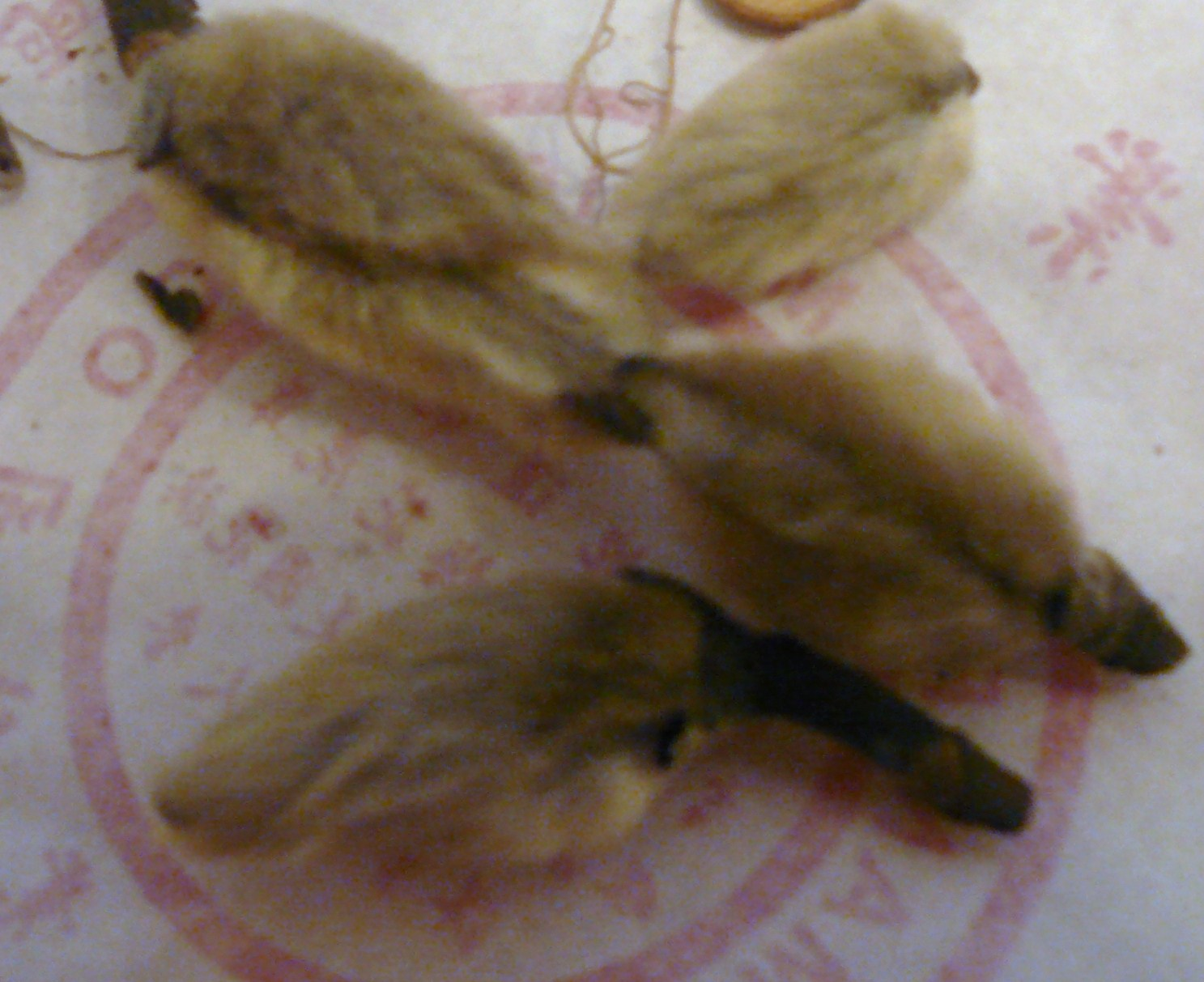
紫玉兰辛夷

辛夷是中藥材，又名木筆、辛夷花、木筆花、望春花，主要是木蘭科落葉小灌木植物紫玉兰（Magnolia liliiflora Desr.）或望春玉兰、玉兰、武当玉兰的花蕾，也可以指其他木兰属植物的花蕾。主產於中国河南、陝西、四川、安徽、湖北。生用。河南省南召县被誉为“辛夷之乡”。

## 性味歸經
味辛，性微溫，入肺、胃經。

## 功效應用
袪風寒，通鼻竅：本品辛溫升散，能上行頭面風寒而通鼻竅，用於感冒風寒所致之鼻塞、頭痛、尤為治鼻淵之頭痛、鼻塞、不聞香臭，或流濁涕等病的要藥，常配蒼耳子、白芷、防風、藁本等同用。一般感冒少用。由於本品溫性不大，亦可用於鼻淵偏熱者，多與蒼耳子、薄荷、黃芩配伍。
- 亦治齒痛，面腫，瘡毒
- 本品能收縮鼻粘膜血管可代麻黃礆

## 用量用法
- 6-12克

## 禁忌
陰虛火盛及汗多忌用

## 文獻研究
- 《神農本草經》謂辛夷花「主五臟身體發熱，頭風腦痛。」
- 據藥理研究，本品所含的揮發油，有收縮鼻粘膜血管作用，可代替麻黃碱，有通鼻竅消炎之功效，可治各種鼻炎，尤其對過敏性鼻炎效果較釨，中醫臨床主要用於鼻部疾患。其非揮發性成分，有收縮子宮和降血作用，是否可作縮宮藥及降壓藥使用，有待進一步研究。

## 延伸阅读
[在维基数据编辑]
 《欽定古今圖書集成·博物彙編·草木典·辛夷部》，出自陈梦雷《古今圖書集成》